# سام اوجی
سام اوجی (انگلیسی: Sam Oji؛ زادهٔ ۹ اکتبر ۱۹۸۵ – درگذشتهٔ ۲۸ اوت ۲۰۲۱) بازیکن فوتبال اهل بریتانیا بود.
از باشگاه‌هایی که در آن بازی کرده‌است می‌توان به باشگاه فوتبال بیرمنگام سیتی، باشگاه فوتبال بریستول راورز، باشگاه فوتبال تاموورث، باشگاه فوتبال لیتون اورینت، باشگاه فوتبال دونکستر راورز، باشگاه فوتبال آرسنال، و باشگاه فوتبال لیتون اورینت اشاره کرد.
اوجی در ۲۸ اوت ۲۰۲۱ و در ۳۵ سالگی درگذشت. یک روز قبل از فوت او، هایگیت یونایتد اعلام کرده بود که او «به شدت بیمار است».

## مرگ
اوجی در ۲۸ اوت ۲۰۲۱در سن ۳۵سالگی درگذشت. یک روز قبل باشگاه هایگیت یونایتد اعلام کرده بود که اوجی «بسیار مریض» است. او متأهل و دارای فرزند بود.